# Asmicridea capricornica
Asmicridea capricornica là một loài Trichoptera trong họ Hydropsychidae. Chúng phân bố ở miền Australasia.